# Dendrophthora tetrastachya
Dendrophthora tetrastachya är en sandelträdsväxtart som först beskrevs av Wr. och August Heinrich Rudolf Grisebach, och fick sitt nu gällande namn av Ignatz Urban. Dendrophthora tetrastachya ingår i släktet Dendrophthora och familjen sandelträdsväxter. Inga underarter finns listade i Catalogue of Life.